# 中国軍管区
中国軍管区（ちゅうごくぐんかんく）は、大日本帝国陸軍の軍管区の一つ。昭和20年（1945年）6月12日に広島師管区司令部を中国軍管区司令部と改称し、中国地方の島根・広島・山口・岡山・鳥取の五県に相当する地域を管轄した。

## 概要
この地域は、昭和19年（1944年）以前は西部軍の管轄区域である西部軍管区の一部であったが、第二次世界大戦最終局面の昭和20年（1945年）に大本営は帝国陸海軍作戦計画大綱を策定、2月1日に九州地方担当の作戦軍である第16方面軍を編成し西部軍を廃止した。

このため、中国地方を第15方面軍司令部が兼ねた中部軍管区司令部の管轄下に入れ、同年6月12日に広島師管区司令部を中国軍管区司令部と改称して第59軍司令官兼中将藤井洋治が指揮し、天皇に直隷し中国地方の軍政を統括した。中国軍管区司令部は戦争末期には、日清戦争時の広島大本営に由来する広島城地下に移動したが、同年8月6日の広島市への原子爆弾投下の際、爆心地から790mしか離れていなかったため原爆炸裂による熱線、放射線で甚大な被害を受け、司令官の藤井をはじめ多くの幹部が被爆に伴う重度の放射線障害により同日中に戦死した。

## 中国軍管区司令部の人事
歴代司令官
- 藤井洋治 予備役中将：昭和20年（1945年）6月15日 - 8月6日（第59軍司令官の兼任）
- 谷寿夫 予備役中将：昭和20年（1945年）8月12日 - 廃止（同上）

歴代参謀長
- 加治武雄 少将：昭和20年（1945年）6月15日 - 7月5日
- 松村秀逸 少将：昭和20年（1945年）7月5日 - 9月18日
- 河村参郎 中将：昭和20年（1945年）9月18日 - 11月30日（第59軍参謀長の兼任）

## 広島被爆時の司令部要員
司令官
- 藤井洋治
自宅で出勤準備中、夫人と共に被爆死

参謀長
- 松村秀逸
下宿にて被爆、その後NHK広島放送局のアナウンサー・古田正信と出会い共に司令部に向かうがこの日は、一旦縮景園に逃れたあと、牛田町の山麓にあった、第二総軍司令部の山本兵器部長（中将）の官舎に待避する。7日に広島城内の軍管区司令部に戻り、指揮を執る。

参謀
- 細井実 中佐、司令部2階参謀室で被爆、即死
- 鈴木主習 中佐、司令部2階参謀室で被爆、即死
- 青木信芳 少佐、司令部2階参謀室で被爆、8月30日に死亡（見舞いに来た松村参謀長に当時の状況を語っている）
- 遠藤正美 少佐、出勤途上で被爆、即死
- 大澤昭 少佐、被爆死、当時の行動は不明